# Braziliaans korfbalteam
Het Braziliaans korfbalteam is een team van korfballers dat Brazilië vertegenwoordigt in internationale wedstrijden. De verantwoordelijkheid van het Braziliaanse korfbalteam ligt bij de Federação de Corfebol do Estado do Rio de Janeiro (FCERJ). Het achttal won tot nu goud op het Pan-Amerikaanse kampioenschap korfbal in 2014, en plaatste zich zo voor het wereldkampioenschap korfbal 2015 in België.

## Resultaten op de wereldkampioenschappen
| Wereldkampioenschap korfbal |               |                       |               |
| Jaar                        | Kampioenschap | Gastland              | Klassering    |
| 1978                        | 1e WK         | Amsterdam (Nederland) | Geen deelname |
| 1984                        | 2e WK         | Antwerpen (België)    | Geen deelname |
| 1987                        | 3e WK         | Makkum (Nederland)    | Geen deelname |
| 1991                        | 4e WK         | Antwerpen (België)    | Geen deelname |
| 1995                        | 5e WK         | New Delhi (India)     | Geen deelname |
| 1999                        | 6e WK         | Adelaide (Australië)  | Geen deelname |
| 2003                        | 7e WK         | Rotterdam (Nederland) | Geen deelname |
| 2007                        | 8e WK         | Brno (Tsjechië)       | Geen deelname |
| 2011                        | 9e WK         | Shaoxing (China)      | Geen deelname |
| 2015                        | 10e WK        | Antwerpen (België)    | 16e plaats    |
| 2019                        | 11e WK        | Durban (Zuid-Afrika)  | Geen deelname |
| 2023                        | 12e WK        | Taipei (Taiwan)       | 22e plaats    |

## Resultaten op de Wereldspelen
Op de eerste wereldspelen stond korfbal niet op het programma.
| Wereldspelen |                  |                       |               |
| Jaar         | Kampioenschap    | Gastland              | Klassering    |
| 1985         | 2e Wereldspelen  | Londen (Engeland)     | Geen deelname |
| 1989         | 3e Wereldspelen  | Karlsruhe (Duitsland) | Geen deelname |
| 1993         | 4e Wereldspelen  | Den Haag (Nederland)  | Geen deelname |
| 1997         | 5e Wereldspelen  | Lahti (Finland)       | Geen deelname |
| 2001         | 6e Wereldspelen  | Akita (Japan)         | Geen deelname |
| 2005         | 7e Wereldspelen  | Duisburg (Duitsland)  | Geen deelname |
| 2009         | 8e Wereldspelen  | Kaohsiung (Taiwan)    | Geen deelname |
| 2013         | 9e Wereldspelen  | Cali (Colombia)       | Geen deelname |
| 2017         | 10e Wereldspelen | Wrocław (Polen)       | Geen deelname |
| 2022         | 11e Wereldspelen | Birmingham (USA)      | Geen deelname |
| 2025         | 12e Wereldspelen | Chengdu (China)       | Geen deelname |

## Resultaten op de Pan-Amerikaans kampioenschap korfbal
| Pan-Amerikaans kampioenschap korfbal |                      |                           |            |
| Jaar                                 | Kampioenschap        | Gastland                  | Klassering |
| 2014                                 | PA kampioenschap I   | São Paulo (Brazilië)      | Goud       |
| 2018                                 | PA kampioenschap II  | Cali (Colombia)           | Brons      |
| 2022                                 | PA kampioenschap III | Buenos Aires (Argentinië) | Zilver     |